# Молочай двужелёзковый
Молоча́й двужелёзковый (лат. Euphórbia rígida) — многолетнее травянистое растение; вид рода Молочай (Euphorbia) семейства Молочайные (Euphorbiaceae).

## Ботаническое описание
Растение 20—30 (40) см высотой, голое, сизое, лишь редко и слабо краснеющее.
Стебли прямостоячие, 6—10 мм толщиной, полосчато-бороздчатые, густо олиственные, без пазушных цветоносов, зимующее в виде нецветущих побегов, часть которых с весны зацветает.
Стеблевые листья черепитчатые, сидячие, обратно-ланцетовидные, 2—7 см длиной, 7—15 мм шириной (верхние более мелкие), острые, почти колючие, мясистые, незаметно-трёхжильные.
Верхушечные цветоносы в числе 7—12, 1—5 см длиной, на конце один раз двураздельные. Листочки обёртки продолговато-обратнояйцевидные или ромбически-яйцевидные, 12—30 мм длиной, 7—15 (21) мм шириной; листочки обёрточек по два, из сердцевидного основания треугольно-почковидные, более широкие, чем длинные, тупые, с остроконечием, светло-жёлтые, нижние 1,1—1,5 см длиной и 1,5—2 (2,5) см шириной; бокальчик широко-колокольчатый, 3,5—4,5 мм длиной и 4,5—5,5 мм в диаметре, с яйцевидными (около 2,5 мм длиной и 2 мм шириной), бледно-зелёными, бахромчато-зубчатыми лопастями. Нектарники поперечно-продолговатые, 1,5—2 мм длиной, с толстыми, лопатчатыми, на конце лопастными рожками из ткани бокальчика (около 1,5 мм длиной). Столбики 3—3,5 мм длиной, наполовину сросшиеся, двулопастные. Цветёт во второй половине февраля — марте.
Плод — довольно большой, яйцевидно-трёхгранный трёхорешник, 6—7 мм длиной, 5—6,5 мм шириной, притуплённый, бугорчато-точечный, с ребристыми на спинке лопастями. Семена продолговатые, четырёхгранные, 4—4,5 мм длиной (не считая придатка), 2—2,5 мм шириной, беловатые, гладкие, с приплюснутым, лопатчато-складчатым придатком.
Вид описан с острова Крит.
|                                                     |  |  |
| Слева направо: соцветие, соцветие с плодами, циатия |  |  |

## Распространение
Европа: Албания, Греция, Италия (включая Сицилию); территория бывшего СССР: Кавказ (Грузия); Азия: Иран (северо-восток), Сирия, Турция; Северная Африка: Марокко.
Растёт на скалах и каменистых склонах прибрежных сухих холмов.

## Значение и применение
Скотом не поедается. Подозрительно на ядовитость.

## Таксономия
|  |                                      |  |                                                             |                                                             |                      |  | ещё 36 семейств (согласно Системе APG II), в том числе Маковые | ещё 36 семейств (согласно Системе APG II), в том числе Маковые |                           |  |  |  | ещё ≈2000 видов |
|  |                                      |  |                                                             |                                                             |                      |  | ещё 36 семейств (согласно Системе APG II), в том числе Маковые | ещё 36 семейств (согласно Системе APG II), в том числе Маковые |                           |  |  |  | ещё ≈2000 видов |
|  |                                      |  |                                                             | порядок Мальпигиецветные                                    |                      |  |                                                                |                                                                | род Молочай (Euphorbia)   |  |  |  |                 |
|  |                                      |  |                                                             | порядок Мальпигиецветные                                    |                      |  |                                                                |                                                                | род Молочай (Euphorbia)   |  |  |  |                 |
|  | отдел Цветковые, или Покрытосеменные |  |                                                             |                                                             | семейство Молочайные |  |                                                                |                                                                | вид Молочай двужелёзковый |  |  |  |                 |
|  | отдел Цветковые, или Покрытосеменные |  |                                                             |                                                             | семейство Молочайные |  |                                                                |                                                                |                           |  |  |  |                 |
|  |                                      |  | ещё 44 порядка цветковых растений (согласно Системе APG II) | ещё 44 порядка цветковых растений (согласно Системе APG II) |                      |  |                                                                | ещё >300 родов                                                 | ещё >300 родов            |  |  |  |                 |
|  |                                      |  |                                                             | ещё 44 порядка цветковых растений (согласно Системе APG II) |                      |  |                                                                |                                                                | ещё >300 родов            |  |  |  |                 |